# 希賢 (清朝)
希賢，字宝贵，蒙古正黄旗人，清朝政治人物、荫生出身。

## 生平
光绪二十七年三月十二日，由广西右江道道员升任廣西按察使。光绪二十九年（1903年6月），清廷根据岑春煊查奏。于闰五月十三（1903年7月7日），因广西官场混乱，清廷下令将广西巡抚王之春、提督苏元春、布政使汤寿铭、按察使希贤革职查办。兄世襲一等繼勇侯吉林將軍希元。